# ゴーダ
ゴーダ（蘭: Gouda [ˈɣʌu̯daː] ( 音声ファイル)）は、オランダ・南ホラント州の基礎自治体（ヘメーンテ）。ロッテルダムの北東約20 kmに位置している。
ゴーダはハウエ川とホランセ・アイセル川が合流する位置にあり、水運で栄えた。1272年に都市権を得て、中世末期にはホラント（ホラント伯領）で5本の指に入る都市となった。市街地には歴史的建造物が多く残っており、15世紀に建てられた市庁舎や15世紀から16世紀に建てられた聖ヤンス大教会は特に有名である。この街はまたゴーダチーズの生産地としても世界的に有名で、夏季の毎週木曜日には観光客向けのチーズ市が催されている。そのほか、蝋燭やタバコのパイプ、ストロープワッフルの生産地として有名である。
なお、オランダ語ではハウダと発音する。

## 歴史
1000年頃、この地は低湿地と泥炭林が広がっており、その中をハウエ川が流れていた。11世紀から12世紀頃、現在のマルクト広場や市庁舎がある付近で泥炭の採取が始まった。この街の名前が初めて史料に登場するのは、1139年にユトレヒト司教が発した文書である。13世紀にハウエ川はアウデ・ライン川に運河で接続されるとともに、ハウエ川とホランセ・アイセル川の合流点には港が作られた。同時に、この港を守るためにハウダ城が築城された。このようにして形成された水上交通路はネーデルラントやバルト海方面とフランドル地方やフランスとの交易の重要なルートの一つとなった。1272年にはホラント伯フロリス5世から都市権が与えられた。
街は1361年と1438年には大火災に見舞われ、1572年にはスペイン王フェリペ2世に対抗するゴイセンに占拠され放火略奪の限りを尽くされた。1577年にはハウダ城は解体された。不幸はまだ続き、1574年、1625年、1636年と1673年にはペストが猛威を振るい、最後の流行では街の人口の20 %に相当する2995人が死亡した。
また、16世紀末には大不況が襲い、回復には17世紀半ばを待たねばならなかった。1665年から1672年の間の短い期間好景気が訪れたが、その後は再び不景気となり、1672年には戦争（第三次英蘭戦争とネーデルラント継承戦争）が始まるとともに1673年にはペストが流行した。この不景気は地場産業であったタバコのパイプ生産にも影を落とした。1700年から1730年頃は再び好景気となったが、その後は19世紀まで緩やかな不景気が続く時代となった。この時代、ゴーダの名前は乞食の代名詞としても使われた。
市街地を取り囲んでいた壁は1830年より解体が始まり、最後まで残った城門が撤去されたのが1854年であった。19世紀後半より景気が回復し、Stearine Kaarsenfabriek社（蝋燭製造）やMachinale Garenspinnerij社（紡績）といった新しい産業分野の企業が興った。1855年にはユトレヒトとゴーダの間に鉄道が開通し、20世紀始めには旧市街を取り囲んでいる堀を越えて市街地の開発が進んだ。1940年からは堀や運河が順次埋め立てられていったが、市民の反対にあって埋め立て方針は途中で計画変更され保存されることになった。現在でも歴史遺産として残存している堀や運河を見ることができる。第二次世界大戦中の1944年にはゴーダ駅が連合軍の爆撃にあい、8人が死亡し10人が負傷した。1977年からはオランダ最大の豚市が開かれていたが、現在ではもう行われていない。

## 観光

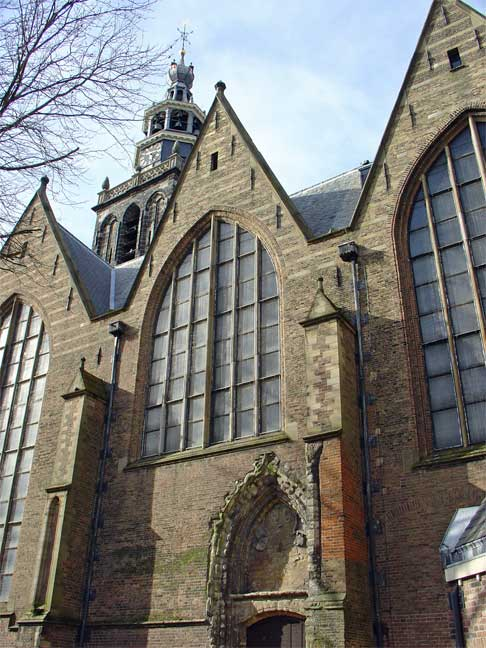
聖ヤンス大教会

- 市庁舎 - 1448年から1450年に築造された、オランダで最も古いゴシック様式の市庁舎。
- 計量所 - 1667年に市庁舎と向かい合う形で造られた。課税のための計量が行われていたこの建物は、現在は国が歴史遺産に指定している。
- 聖ヤンス大教会（オランダ語版） - 15世紀から16世紀に建てられたゴシック様式の教会で、ステンドグラスで有名。17世紀には既に観光地としても有名であったといわれる。
- ワーイエル閘門 - ホランセ・アイセル川の閘門
- 港湾博物館

## 交通

### 道路
高速道路A12、A20が基礎自治体を通過している。

### 鉄道
ゴーダ駅はデン・ハーグとユトレヒト、ロッテルダムとユトレヒトを結ぶ路線が合流する位置にあり、これらの駅を結ぶ多くの列車が運行されている。デン・ハーグ中央駅へはインターシティとSprinterが1時間に8本（所要45分 - 60分）、ロッテルダム中央駅へもインターシティと各駅停車が1時間に8本（所要20分程度）運行されている。ユトレヒト中央駅（所要20分程度）方面へはフローニンゲン行きやエンスヘデ行きのインターシティも含めて1時間に14本程度の列車が運行されている。
アムステルダム中央駅からは1時間に2本直通の普通列車が出ており、所要時間は約50分である。

## 著名な出身者
- デジデリウス・エラスムス（1467-1536） - 司祭・神学者

## 姉妹都市
- グロスター、イギリス
- コングスベルグ、ノルウェー
- ゾーリンゲン、ドイツ